# Schumannresonansen

Diagram som visar Schumannresonanser i jordens atmosfär.

Schumannresonansens spektralfördelning.

Schumannresonansen (SR) är en uppsättning resonansfrekvenser i den extremt lågfrekventa (ELF) delen av jordens elektromagnetiska spektrum. Schumannresonansen är en världsomspännande elektromagnetisk resonans som åstadkoms av blixturladdningar i det område som finns mellan jordytan och jonosfären.
Detta elektromagnetiska resonansfenomen är namngivet efter fysikern Winfried Otto Schumann, som förutsade det matematiskt 1952.

## Beskrivning
Schumannresonans uppstår genom att utrymmet mellan jordytan och den ledande jonosfären verkar som en vågledare. Jordens begränsade storlek får denna vågledare att verka som en resonanslåda för elektromagnetiska vågor i det extremt lågfrekventa frekvensbandet. Resonanslådan stimuleras naturligt av elektrisk energi från blixtnedslag. Schumannresonansens frekvenser kan mätas i spektra av det naturliga elektromagnetiska bakgrundsbruset i ELF-bandet, som toppar omkring 7,8 Hz (grundfrekvens), 14,3 Hz, 20,8 Hz, 27,3 Hz och 33,8 Hz.
Grundfrekvensen i Schumannresonansen är en stående våg i hålrummet under jordens jonosfärhål, med en våglängd som är lika med jordens omkrets. Denna lågfrekventa våg hos Schumannresonansen uppträder vid en ungefärlig frekvens på 7,8 Hz. Ytterligare resonansfrekvenser uppträder med cirka 6,5 Hz mellanrum, en egenskap som tillskrivs atmosfärens sfäriska geometri. Topparna uppvisar en spektral bredd på omkring 20 procent på grund av dämpning av respektive frekvens i vågledaren. Den åttonde övertonen ligger på cirka 59,9 Hz. Frekvenserna kan variera något på grund av att solen orsakar variationer i jonosfären, och därmed vågledarens storlek.
Schumannresonanser används bland annat för att spåra global åskaktivitet genom triangulering.